# Ergodisches Maß
Das ergodische Maß ist ein Begriff aus der Wahrscheinlichkeitstheorie und der Theorie dynamischer Systeme. Anschaulich bedeutet Ergodizität eines Maßes bzgl. einer Abbildung, dass fast alle Punkte des Wahrscheinlichkeitsraumes in einem einzigen Orbit des dynamischen Systems liegen.

## Definition
Es sei {\displaystyle \mu } ein Wahrscheinlichkeitsmaß auf einem Wahrscheinlichkeitsraum {\displaystyle \Omega } und
{\displaystyle T\colon \Omega \to \Omega } eine maßerhaltende Abbildung. Dann ist {\displaystyle \mu } ein ergodisches Maß, wenn für jede {\displaystyle T}-invariante Menge {\displaystyle A\subset \Omega } gilt:
{\displaystyle \mu (A)=0} oder {\displaystyle \mu (A)=1}.
(Eine Menge {\displaystyle A} heißt {\displaystyle T}-invariant, wenn {\displaystyle T^{-1}A=A} gilt, wobei {\displaystyle T^{-1}A} das Urbild von {\displaystyle A} unter {\displaystyle T} bezeichnet.)

## Existenz
Es sei {\displaystyle \Omega } ein kompakter Raum. Dann ist die Menge {\displaystyle {\mathcal {M}}} der {\displaystyle T}-invarianten Maße nicht leer und die ergodischen Maße sind die Extrempunkte des kompakten, konvexen metrischen Raumes {\displaystyle {\mathcal {M}}}. Insbesondere gibt es ergodische Maße.

## Ergodenzerlegung
Wenn es für eine Abbildung nur ein ergodisches Maß gibt, dann heißt sie eindeutig ergodisch. (Insbesondere gibt es dann nur ein invariantes Maß.) Im Allgemeinen gibt es mehrere ergodische Maße zu einer gegebenen Abbildung und jedes invariante Maß lässt sich mittels der Ergodenzerlegung als Konvexkombination ergodischer Maße zerlegen.